# Цисек (гміна)
Гміна Цисек (пол. Gmina Cisek) — сільська гміна у південно-західній Польщі. Належить до Кендзежинсько-Козельського повіту Опольського воєводства.
Станом на 31 грудня 2011 у гміні проживало 5974 особи.

## Територія
Згідно з даними за 2007 рік площа гміни становила 70.89 км², у тому числі:
- орні землі: 89.00%
- ліси: 1.00%

Таким чином, площа гміни становить 11.34% площі повіту.

## Населення
Станом на 31 грудня 2011:
| Опис     | Загалом | Загалом | Чоловіки | Чоловіки | Жінки | Жінки |
| -------- | ------- | ------- | -------- | -------- | ----- | ----- |
| одиниця  | осіб    | %       | осіб     | %        | осіб  | %     |
| все      | 5974    | 100     | 2859     | 47.86    | 3115  | 52.14 |
| міське   | 0       | 100     | 0        |          | 0     |       |
| сільське | 5974    | 100     | 2859     | 47.86    | 3115  | 52.14 |

## Сусідні гміни
Гміна Цисек межує з такими гмінами: Берава, Кендзежин-Козьле, Кузня-Рациборська, Польська Церекев, Ренська Весь, Рудник.